# 寺津駅
寺津駅（てらづえき）は、かつて愛知県西尾市寺津町にあった名古屋鉄道三河線の駅（廃駅）である。

## 歴史
- 1926年（大正15年）9月1日：大浜港（のちの碧南） - 神谷（のちの松木島）間（当時：三河鉄道）の開通に伴い開業[1]。
- 1927年（昭和2年）3月25日：0.6 km西一色寄りに移設[2]。
- 1941年（昭和16年）6月1日：三河鉄道が名古屋鉄道に合併。同社三河線の駅となる。
- 1965年（昭和40年）1月1日：貨物営業廃止[3]。
- 1967年（昭和42年）頃：棒線化[4]。
- 1969年（昭和44年）7月1日：無人化[5]。
- 1970年（昭和45年）頃：駅舎解体[4]。
- 1990年（平成2年）7月1日：碧南 - 吉良吉田間の電化設備廃止[6]。レールバス（キハ20形）の営業開始[6]。
- 2004年（平成16年）4月1日：廃止[1]。

## 駅構造
廃線前までは4両編成に対応した1面1線ホームのみの地上駅であった。
交換設備の跡や、ホーム待合席の屋根の形状から、かつては島式の1面2線であったことや、ほかにも貨物用ホームがあったことがうかがえた。

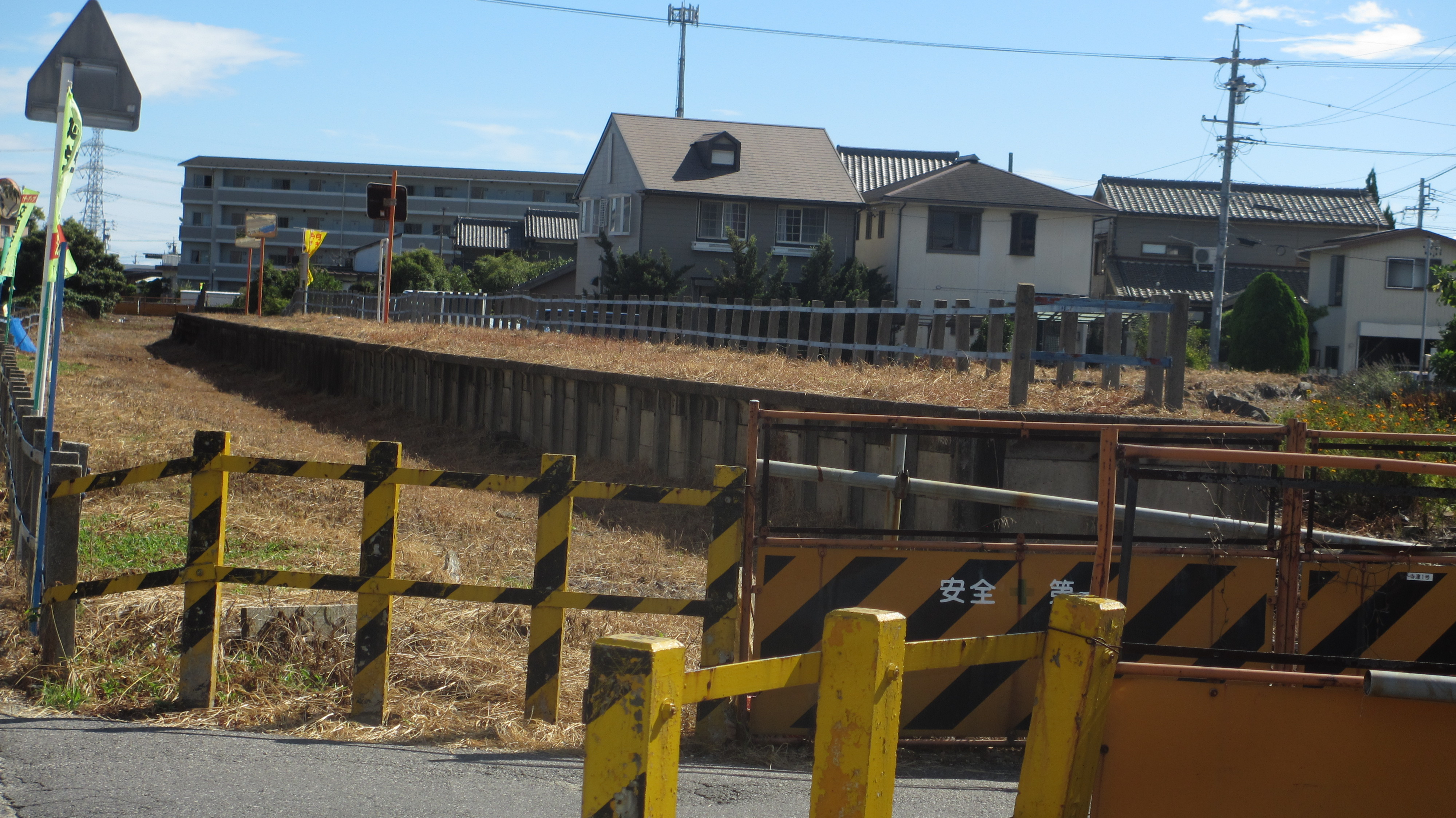
廃止後の寺津駅（2016年)
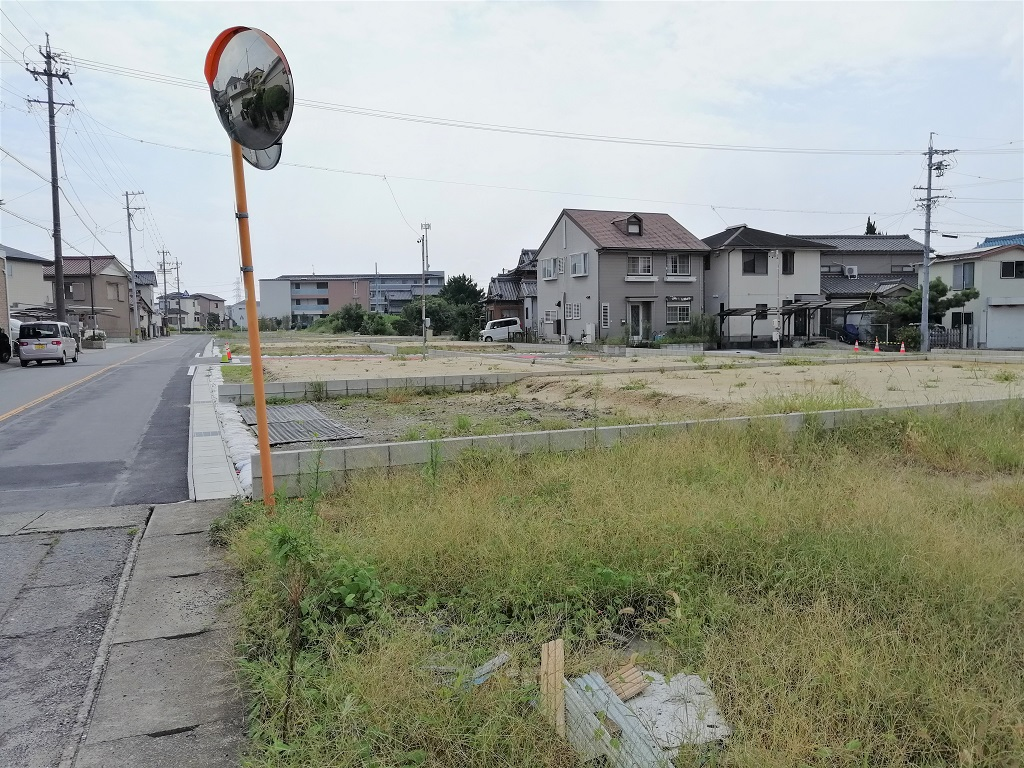
更地化された駅跡地（2021年）

### 配線図
| ← 碧南方面 | 寺津駅 構内配線略図 | → 吉良吉田方面 |
| 凡例 出典: |                     |                |

## 利用状況
- 『名古屋鉄道百年史』によると1992年度当時の1日平均乗降人員は467人であり、この値は岐阜市内線均一運賃区間内各駅（岐阜市内線・田神線・美濃町線徹明町駅 - 琴塚駅間）を除く名鉄全駅（342駅）中278位、 三河線（38駅）中29位であった[8]。
- 『愛知統計年鑑』によると2003年度の乗車人員は1日平均114人であった[9]。2003年度までの1日平均乗車人員は下表の通り。

| 年度   | 1日平均 乗車人員 |
| ------ | ---------------- |
| 1998年 | 177              |
| 1999年 | 142              |
| 2000年 | 134              |
| 2001年 | 127              |
| 2002年 | 118              |
| 2003年 | 114              |

## 駅周辺
- 西尾市立寺津中学校
- 西尾市立寺津小学校

## バス路線
三河線の碧南 - 吉良吉田間の廃止に伴う代替バスとして、ふれんどバスが運行されている。なお、駅跡地付近にある同路線の停留所は「寺津神社前」、「巨海」である。この他、六万石くるりんバスの「寺津本町」停留所が駅跡地付近に設けられている。

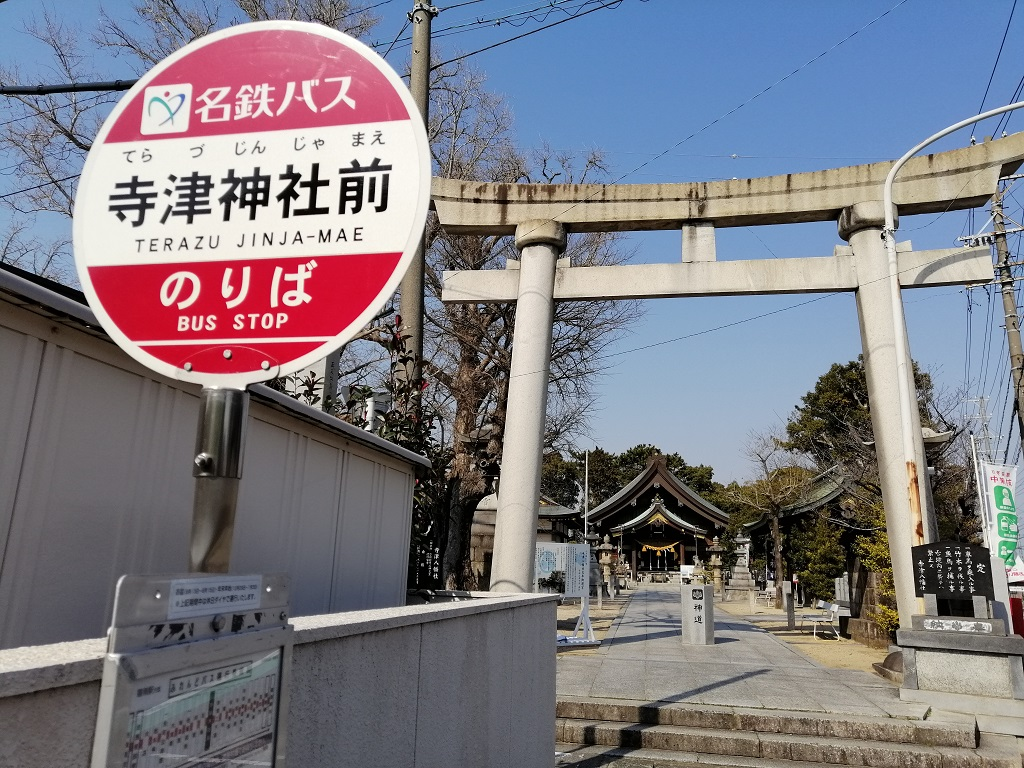
寺津神社前バス停
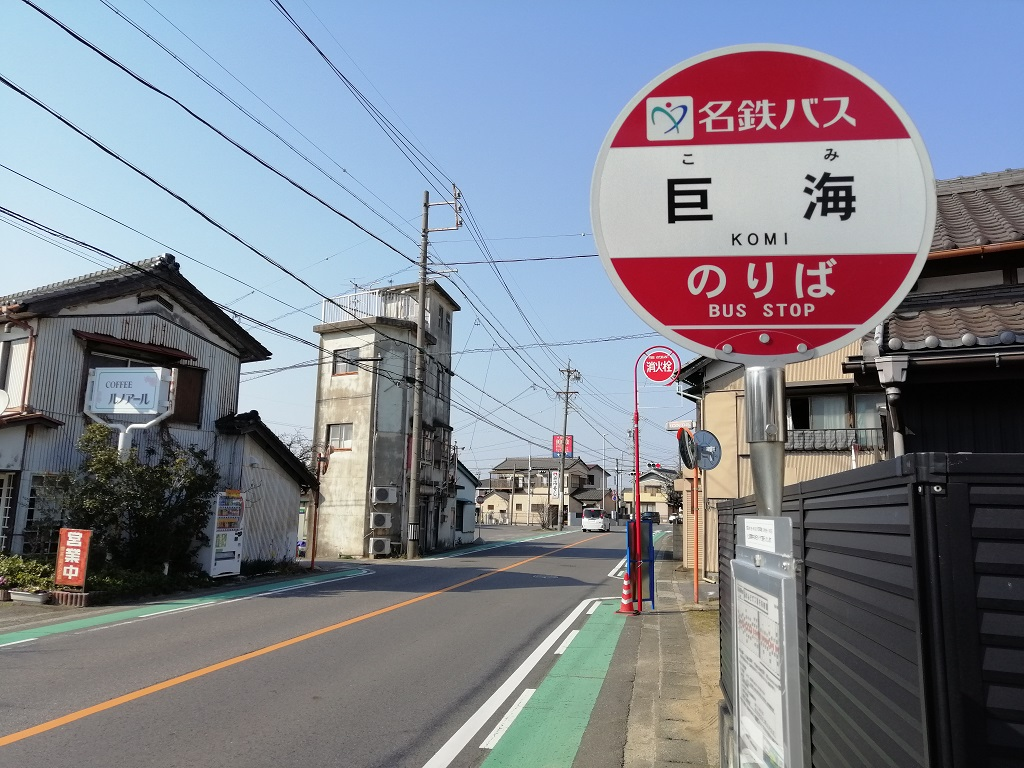
巨海バス停

## 隣の駅
名古屋鉄道
三河線（廃止区間）
三河楠駅 - 寺津駅 - 西一色駅

## その他

### 北寺津駅
寺津駅は当初0.6km三河楠寄りにあり、1927年（昭和2年）3月25日に廃止時の位置へと移転した。その後、同年7月25日には移転後の寺津駅から三河楠寄り0.5kmの位置に北寺津駅が設置されている。
北寺津駅は1944年（昭和19年）に休止され1969年（昭和44年）4月25日正式に廃止となるが、三河鉄道時代のホームは廃止後もそのまま残されていた。

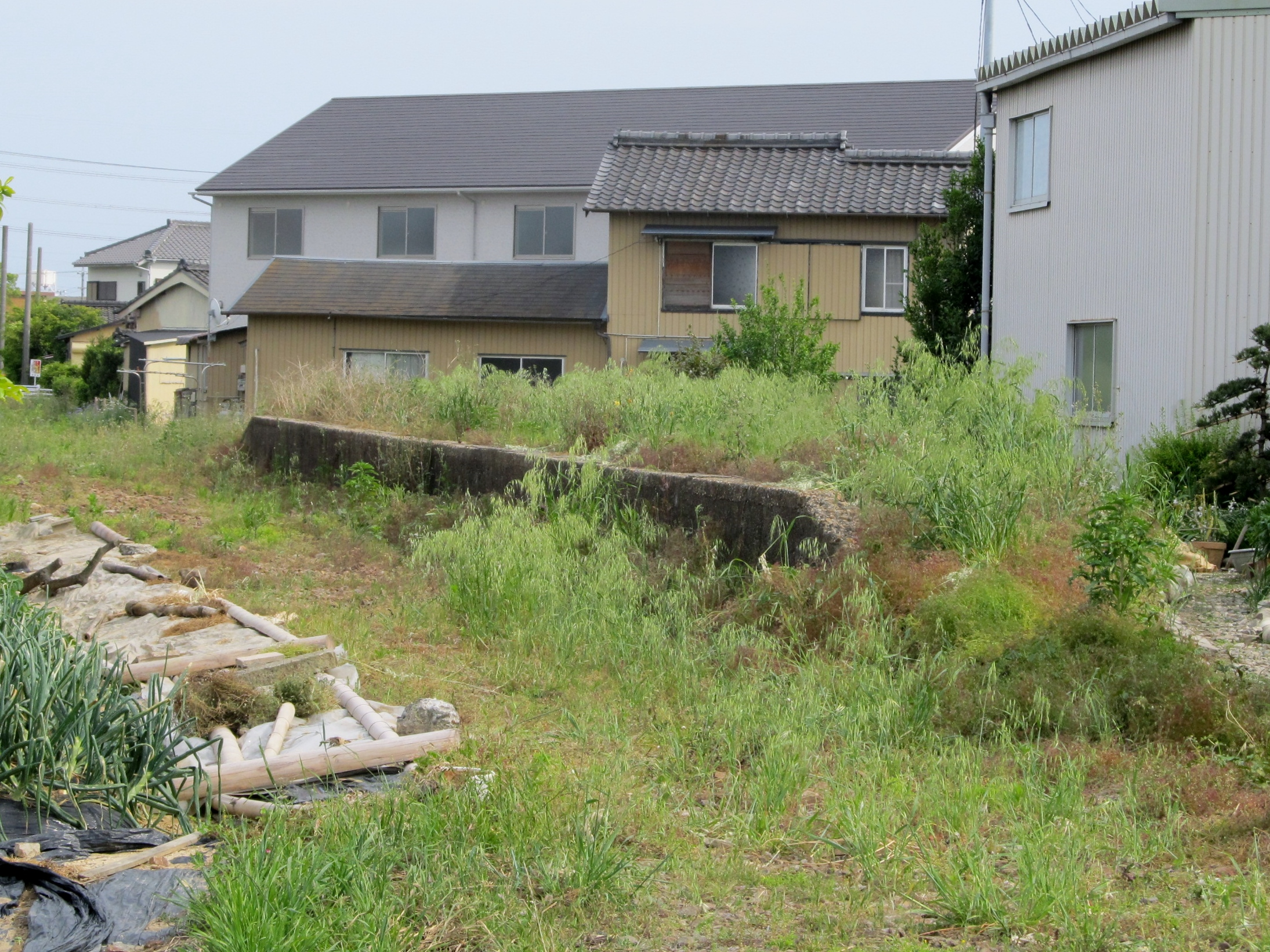
北寺津駅の遺構

### 寺津高架橋
三河線は西三河南部地域から衣浦トンネルを通り、中部国際空港への主要アクセス道路となる都市計画道路衣浦岡崎線と西尾市寺津町で交差する（座標）。同道路と三河線の交点を含む同道路の西尾市上矢田町 - 寺津町間（約1.1 km）は1998年（平成10年）11月20日に開通したが、名鉄は1983年（昭和58年）から始まった愛知県との協議で、安全性などを理由に「廃止の計画があるなら、〔道路との交差地点は〕踏切で」という県の申し出を拒否したため、県と名鉄は協議の末、交点付近の三河線の線路を高架化することで合意した。県は道路建設に合わせて三河線の高架化事業、周辺の土地区画整理事業を行い、道路開通に先行して同年4月、三河線の高架橋が供用開始された。この高架橋は寺津高架橋と呼ばれる。
高架橋の全長は約530 m、もしくは約1 kmで、事業着手以来19年目の完成だった。総事業費は道路建設と鉄道高架化、土地区画整理事業費を合わせて約31億円で、うち鉄道高架化のために要した費用は約20億円だが、この内訳は国と県の負担分が19億5500万円で、名鉄の負担分は3000万円だった。高架橋は完成後に名鉄の財産となったが、道路開通直後の同月24日、名鉄は三河線（碧南 - 吉良吉田間、猿投 - 西中金間）の区間廃止の意向を表明、2000年（平成12年）3月2日には沿線自治体に対し、当該区間の廃止届を同年9月末までに運輸大臣に届け出る旨を通知した。名鉄は1993年（平成5年）ごろから碧南 - 吉良吉田間を廃止対象として県に伝えていた旨を主張しているが、多額の税金を投じて建設された高架橋が完成からわずかな期間で廃止される事態となったことに対し、事業主体となった県からは反発の声が上がった。

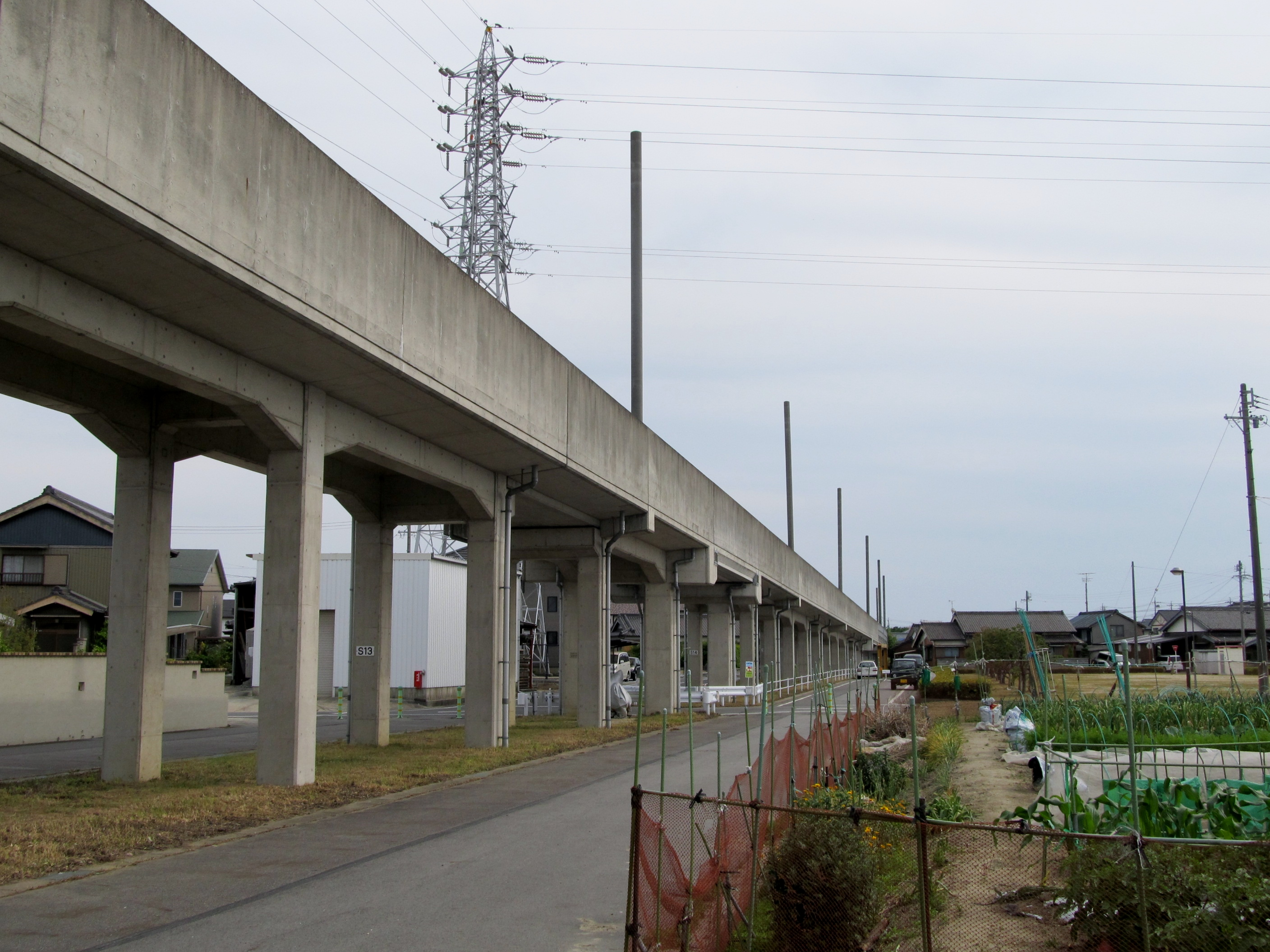
寺津高架橋
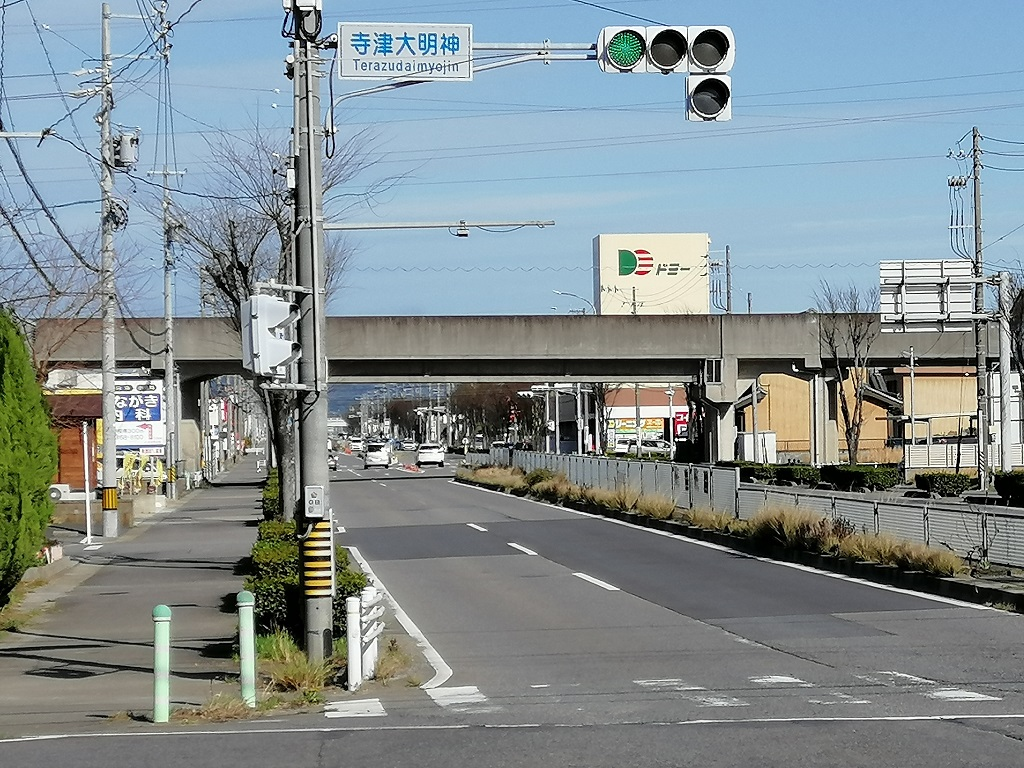
県道41号線をオーバークロスする寺津高架橋（2022年）